# Hydrodynamica
Hydrodynamica é um livro de Daniel Bernoulli publicado em 1738. Com 304 páginas, 12 tabelas e 86 figuras, o livro foi escrito em latim e apresenta o primeiro estudo teórico sobre a dinâmica dos fluidos, tornando-se um marco na história da mecânica clássica.
A seção de obras raras da biblioteca do Instituto Federal de Tecnologia de Zurique dispõe de um exemplar do livro que está disponível em meio digital. Os elementos pré-textuais desse exemplar são capa, folha de rosto, dedicatória, prefácio e índice. Em seguida vêm treze seções que constituem o cerne da obra. Ao final encontram-se as figuras que ilustram os conceitos tratados no livro e a contracapa.